# Juan Manuel Fangio
Juan Manuel Fangio Déramo (Spanish pronunciation: [ˈfanχjo], Italian pronunciation: [ˈfandʒo]; 24 tháng 6 năm 1911 – 17 tháng 7 năm 1995), biệt danh El Chueco ("thằng chân vòng kiềng") hay El Maestro ("bậc thầy"), là một tay đua Công thức 1 người Argentina. Ông là một trong những người đầu tiên vô địch giải đua Công thức 1, giành chức vô địch năm lần.

## Thành tích
| Season | Series                                                                     | Position | Team                                      | Car                                         |
| ------ | -------------------------------------------------------------------------- | -------- | ----------------------------------------- | ------------------------------------------- |
| 1940   | Turismo Carretera Argentina                                                | 1st      |                                           | Chevrolet Cupé                              |
|        | Gran Premio Internacional del Norte                                        | 1st      |                                           | Chevrolet 40 Cupé                           |
| 1941   | Turismo Carretera Argentina                                                | 1st      |                                           | Chevrolet Cupé                              |
|        | Gran Premio "Getulio Vargas" Brasil                                        | 1st      |                                           | Chevrolet 40 Cupé                           |
|        | Mil Millas Argentinas                                                      | 1st      |                                           | Chevrolet 40 Cupé                           |
| 1947   | Premios Primavera Mecánica Argentine                                       | 1st      |                                           | Volpi-Chevrolet                             |
|        | Premio de Mecánica Argentina                                               | 1st      |                                           | Ford-Chevrolet T                            |
|        | Premio de Mecánica Rioplatense                                             | 1st      |                                           | Volpi-Chevrolet                             |
|        | Turismo Carretera Argentina                                                | 3rd      |                                           | Chevrolet Cupé Model 39                     |
|        | Gran Premio de Buenos Aires                                                | 3rd      |                                           | Ford-Chevrolet T                            |
|        | Gran Premio de Vendima                                                     | 3rd      |                                           | Ford-Chevrolet T                            |
| 1948   | Premio Doble vuelta Ciudad de Coronel Pringles                             | 1st      |                                           | Chevrolet Cupé                              |
|        | Gran Premio Otoño                                                          | 1st      |                                           | Volpi-Chevrolet                             |
|        | Gran Premio Ciudad de Mercedes                                             | 1st      |                                           | Volpi-Chevrolet                             |
|        | Premio Cien Millas Playas de Necochea                                      | 3rd      |                                           | Volpi-Chevrolet                             |
|        | Turismo Carretera Argentina                                                | 4th      |                                           | Chevrolet Cupé                              |
| 1949   | Premio Jean Pierre Wimille                                                 | 1st      |                                           | Volpi-Chevrolet                             |
|        | Gran Premio Mar del Plata                                                  | 1st      |                                           | Maserati 4CLT/48                            |
|        | Premio Fraile Muerto                                                       | 1st      |                                           | Volpi-Chevrolet                             |
|        | Gran Premio di San Remo                                                    | 1st      | Scuderia Achille Varzi                    | Maserati 4CLT/48                            |
|        | Grand Prix de Pau                                                          | 1st      |                                           | Maserati 4CLT/48                            |
|        | Grand Prix du Roussillon                                                   | 1st      | Automóvil Club Argentino                  | Maserati 4CLT/48                            |
|        | Grand Prix de Marseille                                                    | 1st      | Scuderia Achille Varzi                    | Simca-Gordini T15                           |
|        | Gran Premio dell'Autodromo di Monza                                        | 1st      | A.C.A. Achille Varzi                      | Ferrari 166                                 |
|        | Gran Premio Internacional San Martín                                       | 1st      | Automóvil Club Argentino                  | Maserati 4CLT/48                            |
|        | Grand Prix de l'Albigeois                                                  | 1st      | Automóvil Club Argentino                  | Maserati 4CLT/48                            |
|        | Gran Premio de Eva Duarte Perón                                            | 2nd      | Automóvil Club Argentino                  | Maserati 4CLT/48                            |
|        | Gran Premio del General Juan Perón y de la Ciudad de Buenos Aires          | 2nd      | Automóvil Club Argentino                  | Ferrari 166                                 |
|        | Turismo Carretera Argentina                                                | 3rd      |                                           | Chevrolet Cupé                              |
| 1950   | Grand Prix de Pau                                                          | 1st      | Automóvil Club Argentino                  | Maserati 4CLT/48                            |
|        | Gran Premio di San Remo                                                    | 1st      | Scuderia Alfa Romeo                       | Alfa Romeo 158                              |
|        | Grand Prix Automobile de Monaco                                            | 1st      | Alfa Romeo SpA                            | Alfa Romeo 158                              |
|        | Grand Prix d'Angoulême                                                     | 1st      | Automóvil Club Argentino                  | Maserati 4CLT/48                            |
|        | Grote Prijs van Belgie                                                     | 1st      | Alfa Romeo SpA                            | Alfa Romeo 158                              |
|        | Grand Prix de l'A.C.F.                                                     | 1st      | Alfa Romeo SpA                            | Alfa Romeo 158                              |
|        | Grand Prix des Nations                                                     | 1st      | Alfa Romeo SpA                            | Alfa Romeo 158                              |
|        | Circuito di Pescara                                                        | 1st      | Alfa Romeo SpA                            | Alfa Romeo 158                              |
|        | Gran Premio de Paraná                                                      | 1st      | Automóvil Club Argentino                  | Ferrari 166 FL                              |
|        | Gran Premio del Presidente Alessandri                                      | 1st      | Automóvil Club Argentino                  | Ferrari 166 FL                              |
|        | 500 Millas de Rafaele                                                      | 1st      | Anthony Lago                              | Talbot-Lago T26C                            |
|        | FIA World Championship                                                     | 2nd      | Alfa Romeo SpA                            | Alfa Romeo 158                              |
|        | Gran Premio di Bari                                                        | 2nd      | Alfa Romeo SpA                            | Alfa Romeo 158                              |
|        | Daily Express BRDC International Trophy                                    | 2nd      | Alfa Romeo SpA                            | Alfa Romeo 158                              |
|        | Grand Prix de Marseilles                                                   | 3rd      | Scuderia Achille Varzi                    | Ferrari 166 F2                              |
|        | Mille Miglia                                                               | 3rd      |                                           | Alfa Romeo 6C 2500 Competitzione Berlinetta |
| 1951   | FIA WORLD CHAMPIONSHIP                                                     | 1st      | Alfa Romeo SpA                            | Alfa Romeo 159                              |
|        | Großer Preis der Schweiz                                                   | 1st      | Alfa Romeo SpA                            | Alfa Romeo 159A                             |
|        | Grand Prix de l'A,C,F,                                                     | 1st      | Alfa Romeo SpA                            | Alfa Romeo 159A                             |
|        | Gran Premio di Bari                                                        | 1st      | Alfa Romeo SpA                            | Alfa Romeo 159A                             |
|        | Gran Premio de España                                                      | 1st      | Alfa Romeo SpA                            | Alfa Romeo 159M                             |
|        | RAC British Grand Prix                                                     | 2nd      | Alfa Romeo SpA                            | Alfa Romeo 159B                             |
|        | Großer Preis von Deutschland                                               | 2nd      | Alfa Romeo SpA                            | Alfa Romeo 159B                             |
|        | Gran Premio del General Juan Perón y de la Ciudad de Buenos Aires          | 3rd      | Daimler-Benz AG                           | Mercedes-Benz W154                          |
| 1952   | Grande Prêmio de Interlagos                                                | 1st      | A.C.A.                                    | Ferrari 166 FL                              |
|        | Grande Prêmio da Qunita da Boa Vista                                       | 1st      | A.C.A.                                    | Ferrari 166 FL                              |
|        | Gran Premio del General Juan Perón y de la Ciudad de Buenos Aires          | 1st      | A.C.A.                                    | Ferrari 166 FL                              |
|        | Gran Premio Maria Eva Duarte de Perón y de la Ciudad de Buenos Aires       | 1st      | A.C.A.                                    | Ferrari 166 FL                              |
|        | Gran Premio de Uruguay                                                     | 1st      | A.C.A.                                    | Ferrari 166 FL                              |
|        | Gran Premio de Montvideo                                                   | 1st      | A.C.A.                                    | Ferrari 166 FL                              |
| 1953   | Vues des Aples                                                             | 1st      |                                           | Maserati A6GCM/53                           |
|        | Gran Premio d'Italia                                                       | 1st      | Officine Alfieri Alfieri Maserati         | Maserati A6GCM/53                           |
|        | Gran Premio di Modena                                                      | 1st      | Officine Alfieri Maserati                 | Maserati A6GCM/53                           |
|        | Supercortemaggiore                                                         | 1st      | Scuderia Alfa Romeo                       | Alfa Romeo 6C 3000 CM Spider                |
|        | Carrera Panamericana                                                       | 1st      | Scuderia Lancia                           | Lancia D24 Pininfarina                      |
|        | FIA World Championship                                                     | 2nd      | Officine Alfieri Maserati                 | Maserati A6GCM/53                           |
|        | Mille Miglia                                                               | 2nd      | SP.A. Alfa Romeo                          | Alfa Romeo 6C 3000 CM                       |
|        | Gran Premio di Napoli                                                      | 2nd      | Officine Alfieri Maserati                 | Maserati A6GCM/53                           |
|        | Grand Prix de l'ACF                                                        | 2nd      | Officine Alfieri Maserati                 | Maserati A6GCM/53                           |
|        | Daily Express Trophy                                                       | 2nd      | Owen Racing Organisation                  | BRM Type 15                                 |
|        | RAC British Grand Prix                                                     | 2nd      | Officine Alfieri Maserati                 | Maserati A6GCM/53                           |
|        | Großer Preis von Deutschland                                               | 2nd      | Officine Alfieri Maserati                 | Maserati A6GCM/53                           |
|        | Woodcote Cup                                                               | 2nd      | Owen Racing Organisation                  | BRM Type 15                                 |
|        | Grand Prix de Bordeaux                                                     | 3rd      | Equipe Gordini                            | Gordini T16                                 |
|        | Targa Florio                                                               | 3rd      | Officine Alfieri Maserati                 | Maserati A6GCS/53                           |
| 1954   | FIA WORLD CHAMPIONSHIP                                                     | 1st      | Officine Alfieri Maserati Daimler Benz AG | Maserati A6SSG Mercedes-Benz W196           |
|        | Gran Premio de la Republica Argentina                                      | 1st      | Officine Alfieri Maserati                 | Maserati A6SSG                              |
|        | Grand Prix de Belgique                                                     | 1st      | Officine Alfieri Maserati                 | Maserati 250F                               |
|        | Grand Prix de I'ACF                                                        | 1st      | Officine Alfieri Maserati                 | Maserati 250F                               |
|        | Großer Preis von Deutschland                                               | 1st      | Daimler Benz AG                           | Mercedes-Benz W196                          |
|        | Großer Preis der Schweiz                                                   | 1st      | Daimler Benz AG                           | Mercedes-Benz W196                          |
|        | Gran Premio d'Italia                                                       | 1st      | Daimler Benz AG                           | Mercedes-Benz W196                          |
|        | RAC Tourist Trophy                                                         | 2nd      | Scuderia Lancia                           | Lancia D24                                  |
|        | Grosser Preis von Berlin                                                   | 2nd      | Daimler Benz AG                           | Mercedes-Benz W196                          |
|        | Gran Premio de España                                                      | 3rd      | Daimler Benz AG                           | Mercedes-Benz W196                          |
| 1955   | FIA WORLD CHAMPIONSHIP                                                     | 1st      | Daimler Benz AG                           | Mercedes-Benz W196                          |
|        | Gran Premio de la Republica Argentina                                      | 1st      | Daimler Benz AG                           | Mercedes-Benz W196                          |
|        | Gran Premio de la Ciudad de Buenos Aires                                   | 1st      | Daimler Benz AG                           | Mercedes-Benz W196                          |
|        | Internationales ADAC-Eifel-Rennen Nürburgring                              | 1st      | Daimler Benz AG                           | Mercedes-Benz 300 SLR                       |
|        | Grote Prijs vna Belgie                                                     | 1st      | Daimler Benz AG                           | Mercedes-Benz W196                          |
|        | Grote Prijs van Nederland                                                  | 1st      | Daimler Benz AG                           | Mercedes-Benz W196                          |
|        | Sveriges Grand Prix                                                        | 1st      | Daimler Benz AG                           | Mercedes-Benz 300 SLR                       |
|        | Gran Premio d'Italia                                                       | 1st      | Daimler Benz AG                           | Mercedes-Benz W196                          |
|        | Gran Premio de Venezuela                                                   | 1st      | Equipo Maserati                           | Maserati 300S                               |
|        | Mille Miglia                                                               | 2nd      | Daimler Benz AG                           | Mercedes-Benz 300 SLR                       |
|        | RAC British Grand Prix                                                     | 2nd      | Daimler Benz AG                           | Mercedes-Benz W196                          |
|        | RAC Tourist Trophy                                                         | 2nd      | Daimler Benz AG                           | Mercedes-Benz 300 SLR                       |
|        | Targa Florio                                                               | 2nd      | Daimler Benz AG                           | Mercedes-Benz 300 SLR                       |
| 1956   | FIA WORLD CHAMPIONSHIP                                                     | 1st      | Scuderia Ferrari                          | Lancia-Ferrari D50 Ferrari D50              |
|        | Gran Premio de la Republica Argentina                                      | 1st      | Scuderia Ferrari                          | Lancia-Ferrari D50                          |
|        | Gran Premio de la Ciudad de Buenos Aires                                   | 1st      | Scuderia Ferrari                          | Lancia-Ferrari D50                          |
|        | Florida International Grand Prix of Endurance powered by Amoco             | 1st      | Scuderia Ferrari                          | Ferrari 860 Monza                           |
|        | Gran Premio di Siracusa                                                    | 1st      | Scuderia Ferrari                          | Lancia-Ferrari D50                          |
|        | RAC British Grand Prix                                                     | 1st      | Scuderia Ferrari                          | Ferrari D50                                 |
|        | Großer Preis von Deutschland                                               | 1st      | Scuderia Ferrari                          | Ferrari D50                                 |
|        | Grand Prix Automobile de Monaco                                            | 2nd      | Scuderia Ferrari                          | Ferrari D50                                 |
|        | Internationales ADAC 1000 Kilometer Rennen auf dem Nürburgring             | 2nd      | Scuderia Ferrari                          | Ferrari 860 Monza                           |
|        | Gran Premio d'Italia                                                       | 2nd      | Scuderia Ferrari                          | Ferrari D50                                 |
|        | Gran Premio de Venezuela                                                   | 2nd      | Scuderia Ferrari                          | Ferrari 860 Monza                           |
|        | Supercortemaggiore                                                         | 3rd      | Scuderia Ferrari                          | Ferrari 500 Mondial                         |
| 1957   | FIA WORLD CHAMPIONSHIP                                                     | 1st      | Officine Alfieri Maserati                 | Maserati 250F                               |
|        | Gran Premio de la Republica Argentina                                      | 1st      | Officine Alfieri Maserati                 | Maserati 250F                               |
|        | Gran Premio de la Ciudad de Buenos Aires                                   | 1st      | Officine Alfieri Maserati                 | Maserati 250F                               |
|        | Gran Premio de Cuba                                                        | 1st      | Scuderia Madunina                         | Maserati 300S                               |
|        | 12-Hour Florida International Grand Prix of Endurance for The Amoco Trophy | 1st      | Officine Alfieri Maserati                 | Maserati 450S                               |
|        | Grand Prix Automobile de Monaco                                            | 1st      | Officine Alfieri Maserati                 | Maserati 250F                               |
|        | Circuito de Monsanto                                                       | 1st      | Officine Alfieri Maserati                 | Maserati 300S                               |
|        | Grand Prix de l'ACF                                                        | 1st      | Officine Alfieri Maserati                 | Maserati 250F                               |
|        | Großer Preis von Deutschland                                               | 1st      | Officine Alfieri Maserati                 | Maserati 250F                               |
|        | Gran Premio de Interlagos                                                  | 1st      |                                           | Maserati 300S                               |
|        | Gran Premio de Bos Vista                                                   | 1st      |                                           | Maserati 300S                               |
|        | Gran Premio di Pescara                                                     | 2nd      | Officine Alfieri Maserati                 | Maserati 250F                               |
|        | Gran Premio d'Italia                                                       | 2nd      | Officine Alfieri Maserati                 | Maserati 250F                               |
| 1958   | Gran Premio de la Ciudad de Buenos Aires                                   | 1st      | Scuderia Sud Americana                    | Maserati 250F                               |
|        | FIA World Championship                                                     | 14th     | Officine Alfieri Maserati                 | Maserati 250F                               |

### Kết quả trong các giải World Championship
(key) (Races in bold indicate pole position; races in italics indicate fastest lap)
| Năm  | Entrant                   | Chassis             | Engine           | 1       | 2       | 3       | 4       | 5       | 6     | 7        | 8      | 9     | 10  | 11  | WDC  | Pts.        |
| ---- | ------------------------- | ------------------- | ---------------- | ------- | ------- | ------- | ------- | ------- | ----- | -------- | ------ | ----- | --- | --- | ---- | ----------- |
| 1950 | Alfa Romeo SpA            | Alfa Romeo 158      | Alfa Romeo L8C   | GBR Ret | MON 1   | 500     | SUI Ret | BEL 1   | FRA 1 |          |        |       |     |     | 2nd  | 27          |
| 1950 | Alfa Romeo SpA            | Alfa Romeo 158/159  | Alfa Romeo L8C   |         |         |         |         |         |       | ITA Ret* |        |       |     |     | 2nd  | 27          |
| 1951 | Alfa Romeo SpA            | Alfa Romeo 159A     | Alfa Romeo L8C   | SUI 1   | 500     |         | FRA 1*  |         |       |          |        |       |     |     | 1st  | 31 (37)     |
| 1951 | Alfa Romeo SpA            | Alfa Romeo 159B     | Alfa Romeo L8C   |         |         | BEL 9   |         | GBR 2   | GER 2 |          |        |       |     |     | 1st  | 31 (37)     |
| 1951 | Alfa Romeo SpA            | Alfa Romeo 159M     | Alfa Romeo L8C   |         |         |         |         |         |       | ITA Ret  | ESP 1  |       |     |     | 1st  | 31 (37)     |
| 1953 | Officine Alfieri Maserati | Maserati A6GCM      | Maserati L6      | ARG Ret | 500     | NED Ret | BEL Ret | FRA 2   | GBR 2 | GER 2    | SUI 4* | ITA 1 |     |     | 2nd  | 28 (29 1⁄2) |
| 1954 | Officine Alfieri Maserati | Maserati 250F       | Maserati L6      | ARG 1   | 500     | BEL 1   |         |         |       |          |        |       |     |     | 1st  | 42 (57 1⁄7) |
| 1954 | Daimler Benz AG           | Mercedes-Benz W196  | Mercedes-Benz L8 |         |         |         | FRA 1†  | GBR 4†  | GER 1 | SUI 1    | ITA 1† | ESP 3 |     |     | 1st  | 42 (57 1⁄7) |
| 1955 | Daimler Benz AG           | Mercedes-Benz W196  | Mercedes-Benz L8 | ARG 1   | MON Ret | 500     | BEL 1   | NED 1   | GBR 2 | ITA 1†   |        |       |     |     | 1st  | 40 (41)     |
| 1956 | Scuderia Ferrari          | Lancia-Ferrari D50  | Ferrari V8       | ARG 1*  | MON 2*  | 500     | BEL Ret | FRA 4   | GBR 1 | GER 1    | ITA 2* |       |     |     | 1st  | 30 (33)     |
| 1957 | Officine Alfieri Maserati | Maserati 250F       | Maserati L6      | ARG 1   | MON 1   | 500     | FRA 1   | GBR Ret | GER 1 | PES 2    | ITA 2  |       |     |     | 1st  | 40 (46)     |
| 1958 | Scuderia Sud Americana    | Maserati 250F       | Maserati L6      | ARG 4   | MON     | NED     |         |         |       |          |        |       |     |     | 14th | 7           |
| 1958 | Novi Auto Air Conditioner | Kurtis Kraft KK500F | Novi V8          |         |         |         | 500 DNQ |         |       |          |        |       |     |     | 14th | 7           |
| 1958 | Juan Manuel Fangio        | Maserati 250F       | Maserati L6      |         |         |         |         | BEL     | FRA 4 | GBR      | GER    | POR   | ITA | MOR | 14th | 7           |

* Shared drive.
† Car ran with streamlined, full-width bodywork.